# Lucjusz Eliusz Lamia
Lucjusz Eliusz Lamia (łac. Lucius Aelius Lamia)  (zm. w 33 r.n.e) rzymski politykiem i senatorem.

## Życiorys
Został konsulem w 3 n.e., następnie był legatem w Germanii a potem prokonsulem Afryki w 15/16 n.e..
W 22 Lamia został wybrany namiestnikiem Syrii, ale nigdy go nie puszczono na prowincję. Przez dekadę nominalnie tylko zarządzał Syrią. 
Gdy w 32 zmarł prefekt miasta Pizon Pontifex, na jego miejsce Tyberiusz mianował Lamię. Lecz Lamia był prefektem stolicy tylko przez rok, gdyż zmarł przy końcu roku 33. Uczczono go cenzorskim pogrzebem.